# Сібецу (Немуро)

43°39′41″ пн. ш. 145°7′53″ сх. д. / 43.66139° пн. ш. 145.13139° сх. д.
Сібе́цу (яп. 標津町, しべつちょう, МФА: [ɕibet͡su̥ t͡ɕoː]) — містечко в Японії, в повіті Сібецу округу Немуро префектури Хоккайдо. Станом на 1 жовтня 2008 року площа містечка становила 624,49 км². Станом на 31 березня 2017 населення містечка становило 5369 осіб.